# 8e régiment de Marines (États-Unis)
Le 8e régiment de Marines des États-Unis (8th Marine Regiment) est un régiment d'infanterie du Corps des Marines des États-Unis. Il est basé au Marine Corps Base Camp Lejeune, en Caroline du Nord et relève du commandement de la 2e division des Marines et du II Marine Expeditionary Force. 

## Unités subordonnées
Le régiment comprend trois bataillons d'infanterie et une compagnie de quartier général : 
- Quartier général du 8th Marines (HQ / 8)
- 1er bataillon, 8e Marines (1/8)
- 2e bataillon, 8e Marines (2/8)
- 3e bataillon, 8e Marines (3/8).

## Histoire

### Premières années
Le 8th Marine Regiment a été formé le 9 octobre 1917, à Marine Corps Base Quantico, en Virginie, lors de la préparation de la Première Guerre mondiale. Pendant l'entraînement à la guerre, le commandement a été transféré à Fort Crockett, au Texas, pour garder les champs de pétrole mexicains à proximité. Le régiment y fut rejoint par le 9th Marines pour former la 3e brigade de marine. La première Force de base avancée de la Première Guerre mondiale. À ce titre, les Marines étaient conservés en réserve pour établir et défendre des bases navales dans l'océan Atlantique ou les Antilles, si nécessaire. Le 8th Marines a été désactivé au Philadelphia Navy Yard le 25 avril 1919. 
Un an plus tard, le régiment est réactivé pour servir en Haïti, où les Marines combattent les bandits Cacos depuis 1914. Grâce à des patrouilles systématiques qui ont abouti à un certain nombre de brefs et violents affrontements, le 8th Marines a éliminé le banditisme haïtien qui avait duré plus de cent ans. Le 8e Marines est de nouveau désactivé en 1925. 

### Seconde Guerre mondiale
En 1940, le régiment a été reformé une fois de plus, à San Diego, en Californie. C'était le premier régiment de Marines à se déployer dans les eaux du Pacifique, aux Samoa. Après dix mois d'entraînement dans la jungle, tout en défendant les îles Samoa, le régiment a navigué pour renforcer la 1ère division des Marines engagée sur Guadalcanal. Là-bas, le 8th Marines a remporté sa première Presidential Unit Citation (PUC). Lorsque le 8 est arrivé à Guadalcanal, ils portaient toujours le casque Kelly Transitional selon le livre Helmet for My Pillow. 
Rejoignant la 2e division maritime en Nouvelle-Zélande, le 8th Marines a passé plusieurs mois à se remettre en état pour la bataille de Tarawa. En 76 heures, les Marines ont saisi cette île et ont ouvert la porte à l'Empire japonais. Pour ses actions, le 8th Marine Regiment a reçu sa deuxième PUC. 
Après avoir été réorganisé à Hawaï, le 8th Marines a navigué vers les Mariannes, pour prendre d'assaut les plages de Saipan et de Tinian, capturant les bases clés de la guerre aérienne contre le Japon. Renforcé par l'artillerie, le régiment rejoint plus tard les 1re et 6e divisions dans la bataille d'Okinawa. 

### Années après la guerre du Viêt Nam
Dans les années 1980, le 28 mai 1982 le 2e bataillon 8e Marines, sous le commandement du LtCol. Robert B. Johnson est déployé avec la 32e Marine Amphibious Unit (MAU) sous le commandement du colonel James M. Mead, en Méditerranée. La 32e MAU a reçu l'ordre de débarquer sur la côte libanaise. Le 15 juin 1982 le 2e bataillon du 8e Marines évacue l'ambassadeur, le personnel et 580 civils américains à 70 kilomètres au nord de Beyrouth. Le 25 août 1982, le 2e Bataillon du 8e Marines ainsi que les forces françaises, italiennes et israéliennes évacuent l'Organisation palestinienne de libération (OLP) de Beyrouth. Le 2e bataillon du 8e Marines a quitté Beyrouth brièvement après l'évacuation de l'OLP, mais est revenu en tant que force multinationale avec les Français, les Italiens et les Britanniques en réponse au massacre de 700 à 800 réfugiés palestiniens.  
En décembre 1982 le 3e bataillon du 8e Marines relève le 2e bataillon du 8e Marines en poste. Le 1er Bataillon du 8e Marines relève le 2e Bataillon du 2e Marines en juin 1983 et, le 23 octobre, la caserne du 1er Bataillon du 8e Marines ainsi que la caserne du 8e Régiment français sont attaqués aux véhicules explosifs. Le 2e Bataillon du 8e Marines était en route pour Beyrouth lorsqu'il a été détourné vers les Caraïbes en apprenant le bombardement de la caserne des Marines. Le 2e bataillon du 8e Marines envahit la Grenade le 25 octobre 1983 comme force principale de l'opération Urgent Fury et participe à la libération de l'île de Grenade et au sauvetage d'étudiants de l'université américaine. Immédiatement après le départ de la Grenade, le 2e Bataillon du 8e Marines a poursuivi son déploiement pour rejoindre la Force multinationale de maintien de la paix à Beyrouth, au Liban. Le bataillon a quitté Beyrouth le 26 février 1984, mettant fin à leurs fonctions au sein de la Force multinationale de maintien de la paix et reprenant leur engagement en tant qu'équipe de débarquement du bataillon de la sixième flotte (LF6F). Au total, 220 marines ont perdu la vie dans le bombardement de la caserne de Beyrouth aux côtés de 18 marins et 3 soldats. 
De décembre 1990 à avril 1991, le 8th Marines a participé à l'opération Desert Shield et à l'opération Desert Storm en Arabie saoudite et au Koweït. Le 2e bataillon du 8e Marines a participé à l'opération Provide Comfort dans le nord de l'Irak d'avril à juillet 1991. 

### Guerre contre le terrorisme

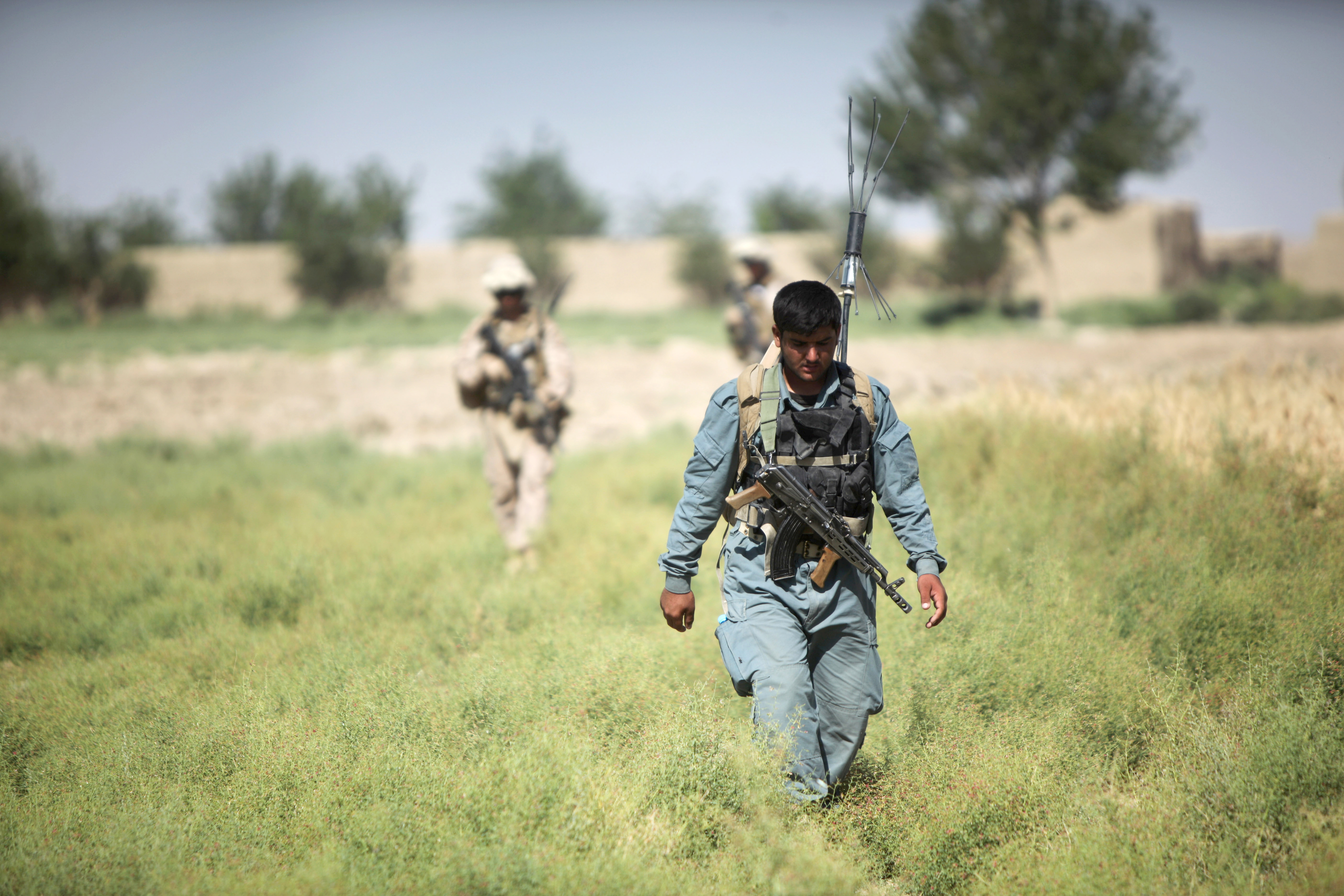
Compagnie K, 3e bataillon, 8e régiment de Marines, en partenariat avec la Police nationale afghane, patrouille dans le district de Garmsir, province de Helmand, Afghanistan, 1 juin 2012

Le 8th Marines est déployés à l'appui de l'opération Iraqi Freedom en février 2005. Ils ont opéré autour de la ville de Falloujah, en Irak. Les Marines ont sécurisé la ville avant les élections nationales de décembre 2005. 
Le 8e Marines, redéployé en Irak en janvier 2009, a relevé le 5e Marines dans la province d'Al-Anbar en Afghanistan. Au cours de cette période, le RCT-8 a poursuivi et achevé la principale opération de rapatriement du matériel hors d'Irak, ainsi que les opérations des affaires civiles pour stabiliser la zone d'opérations. En raison du retrait des forces dans tout le pays, le déploiement de RCT-8 a été interrompu et ils reçurent l'ordre de se redéployer chez eux en septembre 2009, au lieu de leur date de départ initiale de janvier 2010. Selon CBS News, le régiment avait l'un des taux de victimes les plus élevés lors de son déploiement en 2009. 
Le 7 janvier 2011, le ministère de la Défense a officiellement annoncé que RCT-8 se déploierait début 2011 en Afghanistan pour environ un an à l'appui de l'opération Enduring Freedom. 

## Récompenses de l'unité
Une citation ou une mention élogieuse est une décoration décernée à une unité pour l'action citée. Les membres de l'unité qui ont participé à ces actions sont autorisés à porter sur leur uniforme la citation de l'unité attribuée. Le 2nd Intel Battalion a reçu les décorations suivantes[Quoi ?][réf. souhaitée] : 
| Ruban | Décoration                                                                   |
|       | Presidential Unit Citation avec deux étoiles de bronze                       |
|       | Navy Unit Commendation                                                       |
|       | National Defense Service Medal avec trois étoile de bronze                   |
|       | Marine Corps Expeditionary Medal avec deux étoiles de bronze                 |
|       | American Defense Service Medal                                               |
|       | Armed Forces Expeditionary Medal avec quatre étoiles de bronze               |
|       | World War I Victory Medal                                                    |
|       | Haitian Campaign Medal Haitian Campaign Streamer                             |
|       | World War II Victory Medal Guadalcanal – 1942, Tarawa – 1943, Okinawa – 1945 |
|       | Asiatic-Pacific Campaign Medal avec une étoile d'argent                      |
|       | Navy Occupation Service Medal avec mentions “Asia” et “Europe”               |
|       | Southwest Asia Service Medal avec trois étoiles de bronze                    |
|       | Iraq Campaign Medal                                                          |
|       | Global War on Terrorism Expeditionary Medal                                  |
|       | Global War on Terrorism Service Medal                                        |

## Membres notables
- Dale Dye, 1982–83 au Liban

## Voir également